# Museo Laboratorio de Alexander Fleming

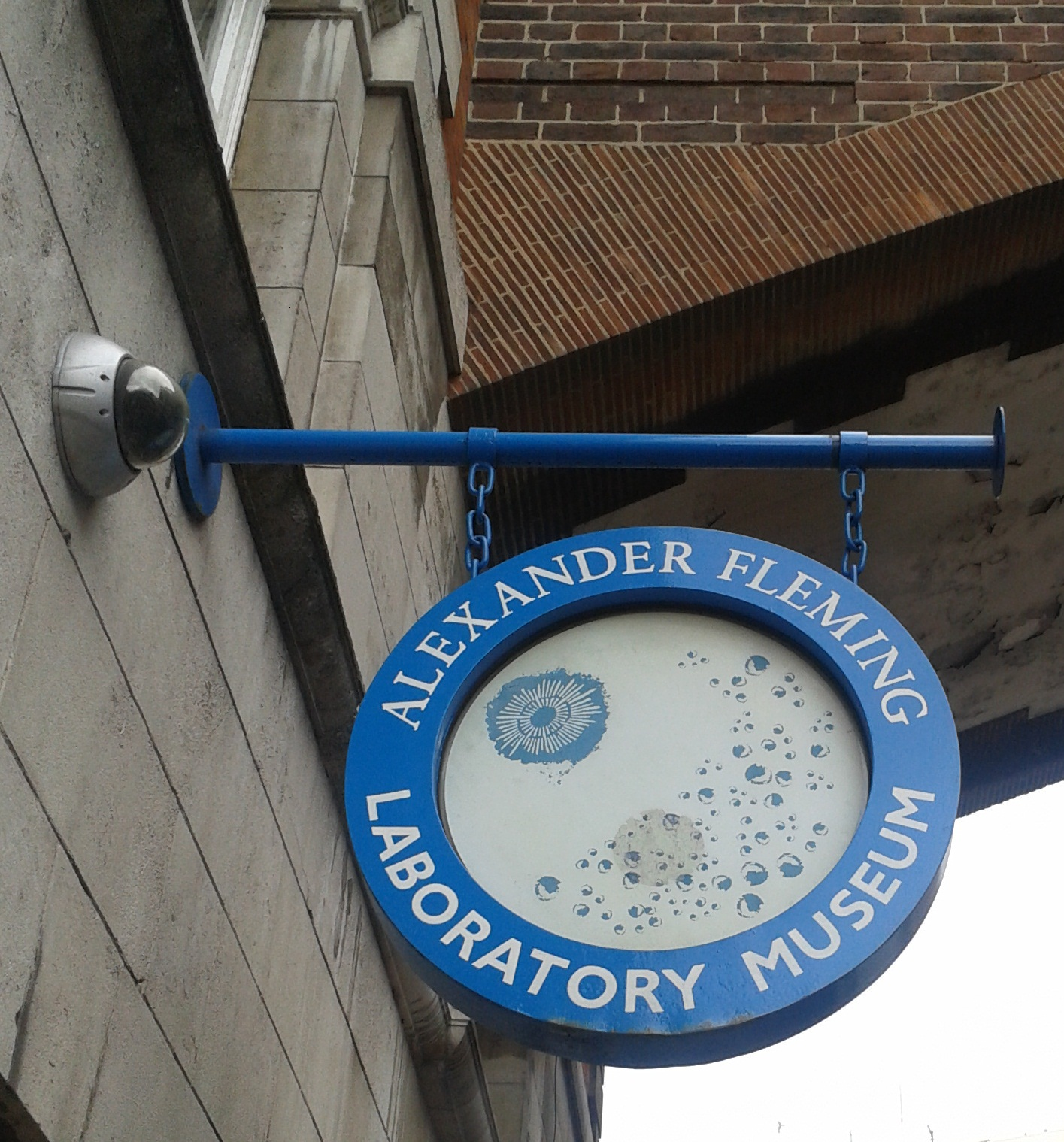
Letrero del museo

El descubrimiento de la penicilina por Sir Alexander Fleming en su laboratorio del Hospital de St. Mary el 3 de septiembre de 1928 ha sido, posiblemente, uno de los grandes hitos del siglo XX. Antes de la penicilina no había nada que hacer para combatir las infecciones causadas por las bacterias. La septicemia, la neumonía, la meningitis, la enteritis y la endocarditis resultaban fatales. Incluso una herida de un arbusto o de un rosal podía ser mortal. Una cuarta parte de los pacientes intervenidos quirúrgicamente habitualmente morían a causa de infecciones producidas durante el posoperatorio. Así mismo, las mujeres a menudo fallecían tras dar a luz a causa de sepsis puerperal. La penicilina ofrecía la posibilidad de curar algunas de estas enfermedades además de ser el primer paso para el desarrollo de otros muchos antibióticos.
El iniciador de esta revolución médica fue un escocés, Alexander Fleming, nacido el 6 de agosto de 1881 en una granja de Lochfield cerca de Darvel, Ayrshire. En 1895 se trasladó a Londres para vivir con su hermano mayor y, a la edad de 16 años, comenzó a trabajar como empleado de una compañía naviera, trabajo que, por otra parte, él odiaba. Sin embargo, una herencia recibida de parte de un tío suyo, le posibilitó acceder a la escuela de Medicina del Hospital de St. Mary. Se dice que Fleming había elegido este Hospital porque tenía un buen equipo de waterpolo.
Fleming fue un extraordinario alumno, lo que le llevó a recibir la Medalla de Oro de la Universidad de Londres al mejor estudiante de medicina en 1908. Una vez en posesión del título de Doctor, en un principio optaría por ser cirujano pero, en ausencia de una vacante para dicho puesto, aceptó un trabajo que le fue ofrecido en el Departamento de Inoculación Sir Almroth Wright. Finalmente, y aunque ya se había inscrito en el Real Colegio de Cirujanos de Inglaterra , su carrera profesional se vinculó a la bacteriología. Debemos tener en cuenta que, su descubrimiento de la penicilina, resultó mucho más beneficioso para la cirugía que si él mismo se hubiera convertido en cirujano.
El 3 de septiembre de 1928, Fleming, recientemente ascendido a Profesor de Bacteriología, acababa de volver de sus vacaciones. Mientras conversaba con un colega, el doctor Merlin Pryce, se dio cuenta de que su Placa de Petri con estafilococos, en la que había estado trabajando previamente, se había contaminado con hongos. “¡Es curioso!”, exclamó. El moho, Penicillium notatum había producido una sustancia que había inhibido el crecimiento de los microbios. Inicialmente, Fleming llamaría a esta sustancia mould juice, - zumo de moho-.

## El Laboratorio Museo de Alexander Fleming
El Museo, que alberga el Laboratorio de Alexander Fleming, fue inaugurado por Peter Brook, Secretario de Estado del Patrimonio Nacional, el 21 de septiembre de 1993. Situado en el histórico Hospital londinense de St. Mary, contó con el aporte financiero de la firma farmacéutica SmithKline Beecham, que se ofreció para la reconstrucción del Laboratorio de Fleming. En la actualidad, tenemos la posibilidad de acceder a la sala donde se llevó a cabo el descubrimiento de la penicilina, en la que se conserva gran parte de los instrumentos científicos de la época . Fleming ocupó este pequeño recinto ininterrumpidamente desde 1919 hasta su traslado a un moderno laboratorio en el nuevo edificio de la Escuela Médica del Hospital de St. Mary, inaugurada en 1933.
Posteriormente, la sala serviría de habitación de descanso para los estudiantes de obstetricia durante su residencia. El hijo del propio Fleming, Robert, fue uno de los cientos de estudiantes de medicina que durmió durante varios años en esta estancia.
El Museo Laboratorio de Alexander Fleming lleva a cabo una prolífica política de actividades didácticas más allá de su carácter meramente expositivo. La labor educativa del museo fue tenida en cuenta como un posible modelo para pequeños museos italianos, después de que el conservador del Museo y archivero del Hospital de St. Mary, Kevin Brown diera una ponencia en el Centro para la Educación en los Museos de la Universidad de Roma en 1999.
| Dirección           | Clarence Memorial, Hospital de St. Mary, Praed Steet, W2 1NY, Paddington, Londres.                               |
| Contacto            | Tel. +44 020 3312 6528 Fax. +44 020 3312 6739                                                                    |
| Horario de apertura | De lunes a jueves de 10:00 a 13:00. Es posible concertar visitas de lunes a viernes en horario de 10:00 a 16:00. |

## Los museos de Ciencias Médicas de Londres
El Alexander Fleming Laboratory Museum se encuentra asociado al London Museums of Health and Medicine Group, que aúna aquellos centros expositivos vinculados, en cuanto a su temática, a la Historia de la Medicina . 24 son las instituciones con las que cuenta la corporación y otras dos que se mantiene asociadas. Creado en 1991, pretende impulsar su presencia en el entorno cultural de la ciudad, mejorar la gestión de las entidades, así como publicitar sus actividades. A continuación incluimos un listado pormenorizado de las instituciones adscritas:
Miembros del grupo:
•	Alexander Fleming Laboratory Museum
•	Anaesthesia Heritage Centre
•	Bethlem Royal Hospital Archives & Museum
•	BDA Dental Museum
•	British Optical Association Museum
•	British Red Cross Museum & Archives
•	Chelsea Physic Garden
•	Florence Nightingale Museum
•	Foundling Museum
•	Great Ormond Street Hospital Museum
•	Langdon Down Museum of Learning Disability
•	Museum of the Order of St John
•	Old Operating Theatre & Herb Garret
•	Royal Botanic Gardens, Kew
•	Royal College of Physicians Museum
•	Royal College of Surgeons Hunterian Museum
•	Museum of Royal Pharmaceutical Society
•	Royal Society of Medicine
•	Royal London Hospital Museum & Archives (enlace roto disponible en Internet Archive; véase el historial, la primera versión y la última).
•	Science Museum
•	St Bartholomew's Hospital Museum & Archives (enlace roto disponible en Internet Archive; véase el historial, la primera versión y la última).
•	Wellcome Collection
•	Wellcome Library
•	Society of Apothecaries
Museos asociados:
•	Freud Museum
•	Benjamin Franklin House